# Halictus moffati
Halictus moffati är en biart som beskrevs av Cockerell 1920. Halictus moffati ingår i släktet bandbin, och familjen vägbin. Inga underarter finns listade i Catalogue of Life.